# Preludio y fuga en do mayor, BWV 547
El Preludio y fuga en do mayor, BWV 547 es una pieza escrita para órgano por el compositor barroco alemán Johann Sebastian Bach. Fue compuesta por el año 1725, en general se presume que la pieza fue escrita en Leipzig, sin embargo algunos investigadores sostienen que se gestó en Weimar.

## Análisis

### Preludio
El compás de 9/8 del comienzo del preludio es bastante inusual, son notas repetidas en medio de la escala ascendente cuando empieza el tema, Bach cubre el intervalo de una octava durante la reproducción de diez notas. Una vez se ejecutan las notas ascendentes de la melodía principal (que se irá repitiendo a lo largo de la pieza) entran los pedales a modo de respuesta. Al comienzo preludio, el pedal va proyectando notas de bajo descendentes, después, solo con los manuales se interpreta una melodía, para que nuevamente vuelvan a entrar los pedales a modo de respuesta. Los pedales toman un papel muy importante durante todo el preludio, ejecutándose constantemente notas de bajo.
Su ambiente doméstico, pastoral continúa a lo largo, con el apoyo de la polifonía maestra. La parte casi de ostinato del pedal da un constante recuerdo del compás de 9/8 y se deriva de la voz de soprano en la segunda medida del preludio. A veces, la escritura manual tiene algunas reminiscencias que se pueden escuchar en las Variaciones Goldberg.

### Fuga
Debido a que la última nota del tema en sí inicia con un empuje a la dominante, se convierte en un participante activo en los pasajes de desarrollo de la pieza. Así, el sujeto es parte tanto de la armónica, como de secciones estables de la fuga. Esto hace que sea difícil para el oyente encontrar un equilibrio en la pieza. A diferencia de algunas de las fugas anteriores de Bach, las repeticiones del sujeto no son simplemente la repetición de las referencias del material de apertura, sin embargo proporcionan una sutil forma de trabajo a través del proceso de fuga. La armonía se mueve hacia el "plano", las tonalidades, finalmente descansan en la tónica menor durante un tiempo. Bach retrasa la entrada del pedal hasta aproximadamente dos tercios de la fuga. Después de esta espectacular entrada de los pedales, comienza el camino de regreso a la tónica. Como para compensar las peregrinaciones armónicas anteriores, la fuga cierra con un pedal tónico sostenido.